# Thyanta pallidovirens
Thyanta pallidovirens är en insektsart som först beskrevs av Carl Stål 1859.  Thyanta pallidovirens ingår i släktet Thyanta och familjen bärfisar.

## Underarter
Arten delas in i följande underarter:
- T. p. pallidovirens
- T. p. setosa
- T. p. spinosa